# هيرمان ميلر
هيرمان ميلر (بالإنجليزية: Herman Miller)‏ هو شخصية أعمال وسياسي أمريكي، ولد في 11 نوفمبر 1833، وتوفي في 29 مايو 1922. حزبياً، نشط في الحزب الجمهوري. وقد انتخب عضو جمعية ولاية ويسكونسن.